# Природный санаторий в Кирву (Свободное)

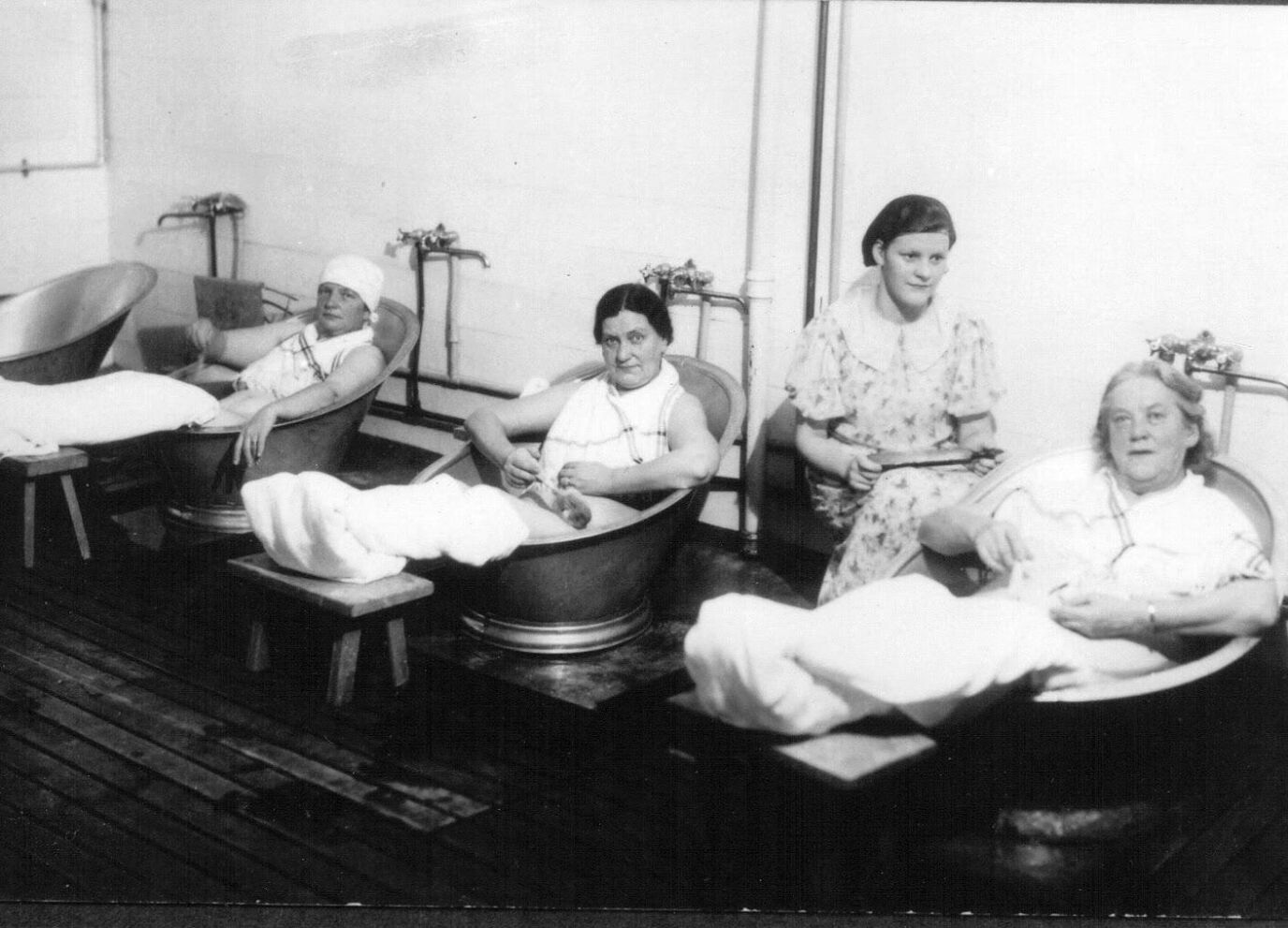
Лечебные ванны в санатории Кирву.

Природный санаторий в Кирву (Kirvun luonnonparantola) был санаторием на 300 мест, основанным на Карельском перешейке в деревне Кирву (совр. Свободное) на берегу озера Хераярви (совр. Анохинское) в 1911 году. Санаторий был известен за пределами Финляндии. Санаторное лечение включало лечение ревматизма, различных нервных болезней, лихорадки, болезней почек, а также несварения желудка. Основным направлением санатория было водолечение. Для лечения применялась вода, очищенная с помощью метода Луи Куне. Процедуры включали в себя медицинские ванны, солнечные ванны, грязевые ванны, паровые процедуры, масляные процедуры и вегетарианское питание. Такие продукты выращивались в собственных садах и теплицах, а также закупались у местных фермеров. В санатории было запрещено употребление кофе, алкоголя и табака. Идея создания санатория принадлежит Маалин Бергстрём (Maalin Bergstrom), которой с помощью метода немецкого доктора Луи Куна удалось вылечить свою дочь от дифтерии. Таким способом она стала ухаживать за другими людьми. Санаторий состоял из нескольких корпусов. В административном здании находились офис, приемная, квартира директора, номера для пациентов, массажные и спа-кабинеты. Рядом с санузлом находилась группа каменных построек, в которых размещались электростанция, котельная, прачечная, пекарня, ремонтная мастерская, столярная мастерская. В санатории также находился ресторан, банный корпус и около полудюжины отдельных семейных домов. Поскольку кофе в санатории был запрещен, в его окрестностях появилось несколько небольших кафе, куда гости санатория ходили пить кофе (более или менее тайно). Маалин Бергстрём дважды ездила в Германию, чтобы ближе познакомиться с методами Куне. До Октябрьской революции санаторий посещали многие гости из России и других стран. В 1919 году санаторий стал принадлежать компании Kirvun Luonnonparantolaosakeyhtiö, а Маалин Бергстрём продолжила управлять санаторием. В 1920-1930-е гг. пациентом санатория был бегун Пааво Нурми. Санаторий прекратил свою работу после начала Зимней войны. Во время Войны-Продолжения в зданиях санатория действовал полевой госпиталь. Сегодня от корпусов санатория сохранилась только котельная.

## Внешние ссылки
- Чудо озера в Кирву
- Фотографии санатория